# Montoso (Maricao)
Montoso es un barrio ubicado en el municipio de Maricao en el estado libre asociado de Puerto Rico. En el Censo de 2010 tenía una población de 984 habitantes y una densidad poblacional de 86,94 personas por km².

## Geografía
Montoso se encuentra ubicado en las coordenadas 18°10′33″N 67°1′7″O / 18.17583, -67.01861. Según la Oficina del Censo de los Estados Unidos, Montoso tiene una superficie total de 11.32 km², que corresponden a tierra firme.

## Demografía
Según el censo de 2010, había 984 personas residiendo en Montoso. La densidad de población era de 86,94 hab./km². De los 984 habitantes, Montoso estaba compuesto por el 88.62% blancos, el 5.79% eran afroamericanos, el 0.3% eran amerindios, el 4.67% eran de otras razas y el 0.61% pertenecían a dos o más razas. Del total de la población el 99.19% eran hispanos o latinos de cualquier raza.